# Équipe du Cameroun de football à la Coupe d'Afrique des nations 2023
L’équipe du Cameroun de football participe à la Coupe d'Afrique des nations 2023 organisée au Cameroun du 13 janvier au 11 février 2024. Il s'agit de la 21e participation des Lions indomptables, emmenés par Rigobert Song. Ils sont éliminés en huitième de finale par le Nigeria (2-0).

## Qualifications
Le Cameroun est placé dans le groupe C des qualifications qui se déroulent de juin 2022 à septembre 2023. Le Kenya est exclu de ce groupe avant la première journée en raison d'ingérences politiques. Le Cameroun se qualifie en prenant la première place du groupe.
| Rang | Équipe   | Pts | J | G | N | P | Bp | Bc | Diff |  | Résultats (▼ dom., ► ext.) |      |      |      |      |
| ---- | -------- | --- | - | - | - | - | -- | -- | ---- |  | -------------------------- | ---- | ---- | ---- | ---- |
| 1    | Cameroun | 7   | 4 | 2 | 1 | 1 | 6  | 3  | +3   |  | Cameroun                   |      | 1-1  | 3-0  | Ann. |
| 2    | Namibie  | 5   | 4 | 1 | 2 | 1 | 6  | 6  | 0    |  | Namibie                    | 2-1  |      | 1-1  | Ann. |
| 3    | Burundi  | 4   | 4 | 1 | 1 | 2 | 4  | 7  | -3   |  | Burundi                    | 0-1  | 3-2  |      | Ann. |
| 4    | Kenya    | 0   | 0 | 0 | 0 | 0 | 0  | 0  | 0    |  | Kenya                      | Ann. | Ann. | Ann. |      |

### Résultats
| 2e journée              | Burundi | 0 - 1           | Cameroun        |                                                                                 |                                                                                 |
| 8 juin 2022 16:00 UTC+3 |         | (0 - 1)         | 30e Toko-Ekambi | Benjamin Mkapa National Stadium, Dar es Salam Arbitrage : Souleiman Ahmed Djama | Benjamin Mkapa National Stadium, Dar es Salam Arbitrage : Souleiman Ahmed Djama |
| 8 juin 2022 16:00 UTC+3 |         | 63e Toko-Ekambi |                 | Benjamin Mkapa National Stadium, Dar es Salam Arbitrage : Souleiman Ahmed Djama | Benjamin Mkapa National Stadium, Dar es Salam Arbitrage : Souleiman Ahmed Djama |

| 3e journée               | Cameroun        | 1 - 1   | Namibie                                                    |                                                          |                                                          |
| 24 mars 2023 21:30 UTC+1 | Kemen 72e       | (0 - 1) | 26e Shalulile                                              | Stade Ahmadou-Ahidjo, Yaoundé Arbitrage : Redouane Jiyed | Stade Ahmadou-Ahidjo, Yaoundé Arbitrage : Redouane Jiyed |
| 24 mars 2023 21:30 UTC+1 | Castelletto 62e |         | 25e Fredericks · 45+4e Iimbondi · 75e Hoaseb · 89e Kazapua | Stade Ahmadou-Ahidjo, Yaoundé Arbitrage : Redouane Jiyed | Stade Ahmadou-Ahidjo, Yaoundé Arbitrage : Redouane Jiyed |

| 4e journée               | Namibie                      | 2 - 1   | Cameroun        |                                                                 |                                                                 |
| 28 mars 2023 15:00 UTC+2 | Shalulile 55e · Iimbondi 79e | (0 - 0) | 90+1e Aboubakar | Dobsonville Stadium, Johannesbourg Arbitrage : Patrice Milazare | Dobsonville Stadium, Johannesbourg Arbitrage : Patrice Milazare |
| 28 mars 2023 15:00 UTC+2 | Katua 29e · Kazapua 86e      |         |                 | Dobsonville Stadium, Johannesbourg Arbitrage : Patrice Milazare | Dobsonville Stadium, Johannesbourg Arbitrage : Patrice Milazare |

| 6e journée                    | Cameroun                                | 3 - 0   | Burundi |                                                     |                                                     |
| 12 septembre 2023 20:00 UTC+1 | Mbeumo 46e · Wooh 59e · Aboubakar 90+3e | (0 - 0) |         | Stade Roumdé Adjia, Garoua Arbitrage : Abongile Tom | Stade Roumdé Adjia, Garoua Arbitrage : Abongile Tom |

### Statistiques

#### Buteurs
| Buts | Joueurs                                                         |
| ---- | --------------------------------------------------------------- |
| 2    | Vincent Aboubakar                                               |
| 1    | Olivier Kemen, Bryan Mbeumo, Karl Toko-Ekambi, Christopher Wooh |

## Compétition

### Tirage au sort
Le tirage au sort de la CAN 2023 est effectué le 12 octobre 2023 au Parc des expositions d’Abidjan. Le Cameroun, septième nation africaine au classement FIFA (41e), est placé dans le chapeau 2. Le tirage place les Lions indomptables dans le groupe C, avec le Sénégal (chapeau 1, 20e au classement FIFA), la Guinée (chapeau 3, 81e) et la Gambie (chapeau 4, 118e). Cette poule, regroupant notamment le tenant du titre et un quintuple vainqueur de la compétition, est qualifiée de « groupe de la mort » par certains observateurs.

### Premier tour
| Rang | Équipe   | Pts | J | G | N | P | Bp | Bc | Diff |
| ---- | -------- | --- | - | - | - | - | -- | -- | ---- |
| 1    | Sénégal  | 9   | 3 | 3 | 0 | 0 | 8  | 1  | +7   |
| 2    | Cameroun | 4   | 3 | 1 | 1 | 1 | 5  | 6  | -1   |
| 3    | Guinée   | 4   | 3 | 1 | 1 | 1 | 2  | 3  | -1   |
| 4    | Gambie   | 0   | 3 | 0 | 0 | 3 | 2  | 7  | -5   |

| 1re journée           | Cameroun                 | 1 - 1   | Guinée                  | Stade de Charles-Konan-Banny, Yamoussoukro |                           |
| 15 janvier 2024 17h00 | Magri 51e                | (0 - 1) | 10e Bayo · 64e Diakhaby | Arbitrage : Ibrahim Mutaz                  | Arbitrage : Ibrahim Mutaz |
| 15 janvier 2024 17h00 | Magri 21e · Moukoudi 62e |         | 45e Kamano              | Arbitrage : Ibrahim Mutaz                  | Arbitrage : Ibrahim Mutaz |

| 2e journée            | Sénégal | 3 - 1   | Cameroun | Stade de Charles-Konan-Banny, Yamoussoukro |                            |
| 19 janvier 2024 17h00 | I. Sarr 16e · H. Diallo 71e · Mané 90+5e | (1 - 0) | 83e Castelletto | Arbitrage : Mahmood Ismail                 | Arbitrage : Mahmood Ismail |
| 19 janvier 2024 17h00 | A. Diallo 58e |         | 45e Kemen · 48e Castelletto · 75e Neyou ·                                                                                                   | Arbitrage : Mahmood Ismail                 | Arbitrage : Mahmood Ismail |
| 19 janvier 2024 17h00 | É. Mendy - Jakobs, A. Diallo, Koulibaly, Diatta - PM Sarr (I. Gueye, 74e), P. Gueye, Camara (Ciss, 90e) - Mané, H. Diallo (Jackson, 81e), I. Sarr (Ndiaye, 82e) | Équipes | Onana - Tolo, Wooh, Castelletto, Tchato (Tchamadeu, 91e) - Kemen, Anguissa, Neyou (Ntcham, 79e) - Nkoudou, Magri, Ngamaleu (Moumbagna, 74e) | Arbitrage : Mahmood Ismail                 | Arbitrage : Mahmood Ismail |

| 3e journée            | Gambie                                             | 2 - 3   | Cameroun                                       | Stade de Bouaké, Bouaké           |                                   |
| 23 janvier 2024 17h00 | Jallow 72e · Colley 85e                            | (0 - 0) | 56e Toko-Ekambi · 87e (csc) Gomez · 90+1e Wooh | Arbitrage : Bamlak Tessema Weyesa | Arbitrage : Bamlak Tessema Weyesa |
| 23 janvier 2024 17h00 | Jallow 77e · Janko 86e · Fadera 89e · Sanneh 90+6e | Rapport |                                                | Arbitrage : Bamlak Tessema Weyesa | Arbitrage : Bamlak Tessema Weyesa |

### Phase à élimination directe
| Huitième de finale    | Nigeria                | 2 - 0   | Cameroun               | Stade Félix-Houphouët-Boigny, Abidjan |                            |
| 27 janvier 2024 20h00 | Lookman 36e 90e        | (1 - 0) |                        | Arbitrage : Redouane Jiyed            | Arbitrage : Redouane Jiyed |
| 27 janvier 2024 20h00 | Simon 87e · Aina 90+5e | Rapport | 53e Wooh · 71e Nkoudou | Arbitrage : Redouane Jiyed            | Arbitrage : Redouane Jiyed |

### Statistiques

#### Buteurs
| Buts | Joueurs                  | Adversaires |
| ---- | ------------------------ | ----------- |
| 1    | Jean-Charles Castelletto | Sénégal (1) |
| 1    | Frank Magri              | Guinée (1)  |
| 1    | Karl Toko-Ekambi         | Gambie (1)  |
| 1    | Christopher Wooh         | Gambie (1)  |
| csc  | James Gomez              | Gambie (1)  |